# Pardosa izabella
Pardosa izabella este o specie de păianjeni din genul Pardosa, familia Lycosidae, descrisă de Chamberlin și Ivie în anul 1942.
Este endemică în Guatemala. Conform Catalogue of Life specia Pardosa izabella nu are subspecii cunoscute.